# Houstonia wrightii
Houstonia wrightii är en måreväxtart som beskrevs av Asa Gray. Houstonia wrightii ingår i släktet Houstonia och familjen måreväxter. Inga underarter finns listade i Catalogue of Life.